# Dème de Paliókastro
Le dème de Paliókastro, en grec moderne : Δήμος Παληοκάστρου / Dímos Paliókastrou, est un dème du district régional de Tríkala, en Thessalie, Grèce. Depuis  2010, il est fusionné au sein du dème de Tríkala.
Selon le recensement de 2011, la population du dème compte 2 732 habitants.